# Klemm Kl 32
O Klemm Kl 32 foi uma aeronave desportiva desenvolvida na Alemanha em 1932, baseada no Klemm Kl 31, criada para competir numa competição aérea em 1932. Como o seu predecessor, era um monoplano convencional. O Kl 32, contudo, tinha uma cabine mais pequena, e uma fuselagem construída em madeira em vez de metal.